# Richard Moll
Charles Richard Moll (Pasadena, 13 gennaio 1943 – Big Bear Lake, 26 ottobre 2023) è stato un attore statunitense.
Sposato e con due figli, la statura elevata e il fisico possente lo hanno fatto spesso recitare nella parte dell'antagonista. Il ruolo che lo ha reso noto è stata quella di Big Ben, il fantasma protagonista in Chi è sepolto in quella casa?, film del 1985.

## Filmografia parziale

### Cinema
- Cataclysm, regia di Phillip Marshak (1980)
- Paese selvaggio (Hard Country), regia di David Greene (1981)
- La promessa di Satana (Evilspeak), regia di Eric Weston (1981)
- American Pop, regia di Ralph Bakshi (1981) - Voce
- Chi è sepolto in quella casa? (House), regia di Steve Miner (1985)
- Il demone delle galassie infernali (Ragewar), regia di Dave Allen, Charles Band, John Carl Buechler, Steven Ford, Peter Manoogian, Ted Nicolaou e Rosemarie Turko (1985)
- Strega per un giorno (Wicked Stepmother), regia di Larry Cohen (1989)
- Palle in canna  (National Lampoon's Loaded Weapon 1), regia di Gene Quintano (1993)
- I Flintstones (The Flintstones), regia di Brian Levant (1994)
- Una promessa è una promessa (Jingle All the Way), regia di Brian Levant (1996)
- Storybook - Il libro delle favole, (Storybook) regia di Lorenzo Doumani (1996)
- Casper - Un fantasmagorico inizio (Casper: a Spirited Beginning), regia di Sean McNamara (1997)
- Gonne al bivio (But I' m a Cheerleader), regia di Jamie Babbit (1999)
- The Invasion of the Spiders (Spiders II: Breeding Ground), regia di Sam Firstenberg (2001)
- Scary Movie 2, regia di Keenen Ivory Wayans (2001)
- Nightmare Man, regia di Rolfe Kanefsky (2006)
- Love at First Hiccup, regia di Barbara Topsøe-Rothenborg (2009)
- Scooby-Doo! La maledizione del mostro del lago (Scooby Doo! Curse of the Lake Monster), regia di Brian Levant (2010)

### Televisione
- Hazzard (The Dukes of Hazzard) - serie TV, 2 episodi (1983)
- Giudice di notte (Night Court) - serie TV, 185 episodi (1984-1992)
- Highlander (Highlander: The Series) - serie TV, episodio 1x01 (1992)
- La signora del West (Dr. Quinn, Medicine Woman) - serie TV, episodi 3x06-3x28-3x29 (1993-1994)
- Sabrina, vita da strega (Sabrina, the Teenage Witch) - serie TV, episodio 2x02 (1997)
- Smallville - serie TV, episodio 2x05 (2002)

## Doppiatori italiani
Nelle versioni in italiano delle opere in cui ha recitato, Richard Moll è stato doppiato da:
- Mario Bombardieri in Palle in canna, Smallville
- Massimo Dapporto in Giudice di notte
- Giampaolo Saccarola in Chi è sepolto in quella casa?
- Rodolfo Bianchi in Una promessa è una promessa
- Mario Zucca in Eddie, il cane parlante
- Luciano De Ambrosis in Cold Case - Delitti irrisolti
- Massimo Milazzo in Scooby-Doo! - La maledizione del mostro del lago
- Massimiliano Lotti in Anger Management